# Minihippus microphallus
Minihippus microphallus är en insektsart som beskrevs av Nicholas David Jago 1996. Minihippus microphallus ingår i släktet Minihippus och familjen gräshoppor. Inga underarter finns listade i Catalogue of Life.